# Namco Museum DS
Namco Museum DS è una raccolta di videogiochi arcade sviluppati da Namco, pubblicata da Namco Bandai Games esclusivamente per il Nintendo DS. Questa raccolta fa parte della serie Namco Museum.

## Giochi
Namco Museum DS contiene principalmente 8 giochi arcade classici sviluppati da Namco:
- Galaxian (1979)
- Pac-Man (1980)
- Galaga (1982)
- Xevious (1983)
- Mappy (1983)
- Super Xevious (1984) (gioco nascosto)
- The Tower of Druaga (1984)
- Dig Dug II (1985)
- Pac-Man Vs. (2003) (Versione multigiocatore di Pac-Man)

Tra questi ce n'è uno nascosto ovvero "Super Xevious", per sbloccarlo bisogna andare nelle impostazioni del classico Xevious, andare nelle opzioni   Hardcore e selezionare "Super Xevious" .
Una vecchia versione di Dig Dug II è sbloccabile facendo lo stesso procedimento per Super Xevious.
Un altro gioco incluso all'interno di questa raccolta è Pac-Man Vs, una versione modificata del classico Pac-Man esclusivamente multiplayer.
La raccolta include anche un jukebox che permette di ascoltare le musiche e i suoni dei vari giochi inclusi.